# Szlovák felkelés (1848–49)
Az 1848–49-es forradalom és szabadságharc egyik momentuma volt a szlovák felkelés, amely a Magyar Királyság és a Szlovák Nemzeti Tanács között zajlott.

## Történelem
1848-49 eseményeinek lényege - persze - ebből a szemszögből megítélve elsikkad, és főként arra a téves következtetésre vezet, mintha 1848-49-ben a szlovák vezetők magatartása elősegítette volna a közép-európai viszonyok demokratikus, igazságos rendezését...
A szlovák nemzetiségi mozgalom elsősorban evangélikus vezetői – Jozef Miloslav Hurban, Michal Miloslav Hodža és Ľudovít Štúr – az 1848-as forradalom nyomán Liptószentmiklóson fogalmazták meg politikai programjukat, a szlovák nemzet követeléseit. A délszláv, illetve román nemzetiségi mozgalmakhoz képest ugyanakkor tömegtámogatottságuk kisebb maradt, mivel a szlovák lakosság többsége megelégedett az áprilisi törvények és a Batthyány-kormány felső-magyarországi intézkedéseinek (vetőmagosztás az előző évben éhínség sújtotta megyékben) eredményeivel, míg a modern szlovák nemzettudat még csak kialakulóban volt.

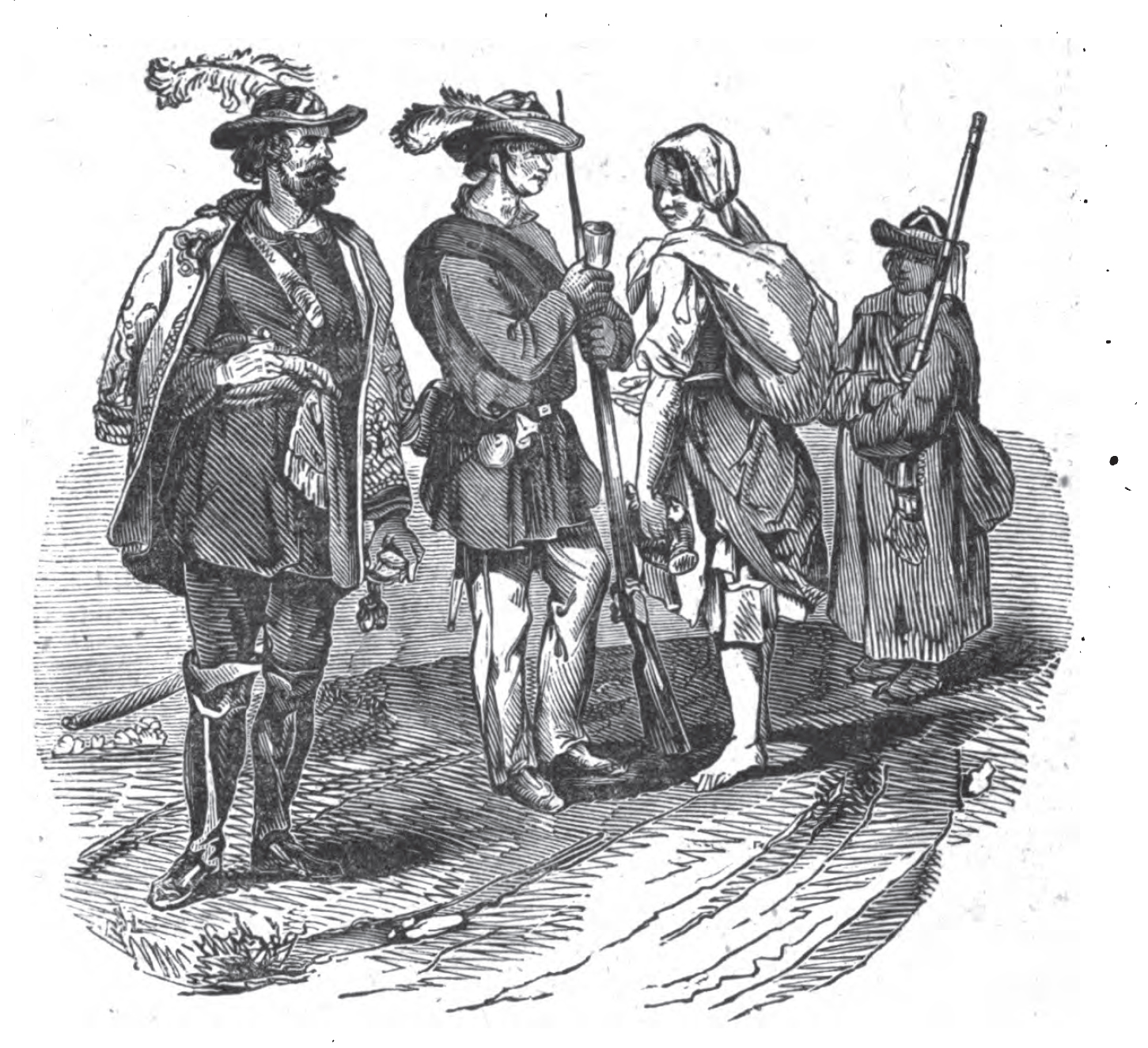
Szlovák önkéntesek egy 1851-es rajzon

1848 nyarán úgy döntöttek, hogy sérelmeik és követeléseik érvényesítésére a megyék és az országgyűlés adta keretek nem elegendők. 1848. szeptember 18-án külső anyagi támogatással fegyveres felkelés kezdődött, melynek katonai vezetését Hurban, egy Nyitra vármegyei evangélikus lelkész vállalta. Morvaország felől toborzott fegyvereseivel átkelt a Kárpátokon és betört Nyitra vármegyébe; a felkelés bázisa a Kis-Kárpátoktól nyugatra, Miava környéke volt. A felkelésben főleg magyarországi szlovákok vettek részt, de Hurbannak sikerült jó néhány fegyveres önkéntest toboroznia Morvaországból és Csehországból is. A tömegtámogatottság hiánya miatt ugyanakkor a Batthyány-kormány nem mozgósított jelentős erőket; a felkelés leverését a helyi nemzetőrökre bízta, vezetőit pedig császárpárti agitátoroknak tekintette. A szlovák felkelők és önkénteseik nem voltak képzettek és nem rendelkeztek katonai tapasztalatokkal, a nekik küldött osztrák támogatás pedig nem volt elégséges, ezért fegyveres felkelésük már eleve kudarcra volt ítélve. Szeptember 26-án Szenicénél, majd szeptember 28-án Ótura és Miava között a mozgósított nemzetőrök és a 34. (Porosz herceg) gyalogezred két százada súlyos vereséget mért a felkelőkre, és 10 nappal a felkelés kezdete után kiűzte a Szlovák Légiót az országhatáron.
Hurban a sikertelen megmozdulások után igyekezett még további önkénteseket toborozni, akik később az osztrák hadsereg segédcsapataiként működtek közre és meghatározó szerepük nem volt a magyar szabadságharcban. A szabadságharc bukása után hivatalosan 1849. november 21-én Pozsonyban oszlatták fel a szlovák önkéntes csapatokat.
A felkelőkkel ellentétben a magyar honvédsereg több tízezer szlovák nemzetiségű honvédet tudott felfogadni, vagy maga mellé állítani, akik végigharcolták a szabadságharcot.

## Hatása
A szlovák forradalom egyedül annak a szemében tűnhet ellenforradalomnak, aki csak a tényeket nézi...
A szlovák történetírás az 1848-as felkelést a nemzeti függetlenségért vivott első fegyveres küzdelemnek tekinti. 
A felkelés leverése után elfogott két fiatalembert, Viliam Šuleket (a Szlovák Nemzeti Tanács 23 éves titkárát) és Karol Holubyt (a felkelés egyik, 22 éves szervezőjét) a magyar hatóságok a Jeszenák János nyitrai főispán és kormánybiztos által indított vizsgálat eredményeként, példát statuálandó halálra ítélték és 1848 októberében kivégezték. 